# 喜多形寛丈
喜多形 寛丈（きたかた ひろたけ、1981年8月13日 - ）は、日本のピアニスト、作曲家・編曲家。

## 人物・来歴
石川県内灘町出身。愛知県立芸術大学作曲科首席卒業。桑原賞受賞。作曲を北爪道夫、鈴木英史に師事。
仙台フィルハーモニー管弦楽団第200回定期演奏会委嘱作品として、２人の指揮者を要する「コラーゲンⅡ」を菅原拓馬と共作の形で発表。長崎で被爆した柿の木から２世の苗を作り、全世界に植樹するという「柿の木プロジェクト」の一環で行われるアートイヴェントにおいて、マリンバソロのための「TREE」を書き下ろす。「フラメンコタムタム（打楽器５重奏）」がパーカッションミュージアム10周年記念作曲コンクール第一位を獲得。
劇団四季Song & Dance「55steps」においてキーボードコンダクター、アレンジャーとして参加。「The Spirit」でもアレンジャーとして参加している。脚本・三谷幸喜、主演・香取慎吾、音楽監督・小西康陽のミュージカル「TALK LIKE　SINGING」においてはピアノコンダクター、アレンジャーとして、ニューヨーク・東京公演に参加。「ねんりんピック石川2010」開会式メインアトラクション音楽担当。子どもたちのための合唱曲は教育芸術社から出版されている。片岡翔監督短編映画「ぬくぬくの木」音楽担当。
オーケストラ、吹奏楽、合唱、舞台音楽、映像音楽、イベント音楽など、数多く手掛ける。
次世代の大人＝今の子どもたちのために、音楽を通して出来ることを実践中。
例えば、文化庁「次代を担う子供達の舞台芸術体験事業」において、小中学生が作詞作曲したものをアレンジし、プロのオーケストラをバックに子ども達が歌うなど、子どもが発する純粋なメッセージを伝えること。
コラボレーション企画も多く、イラストレーターや写真家との共作もある。
2011年8月13日、30歳の誕生日から、ソロプロジェクト"LIVES"を始動。
ミュージカル／舞台音楽／映像音楽に本格的に取り組むためのワークショップであり、LIVES（ =LIFEの複数形）という、「生きる」ことに対するメッセージを、音楽を通して伝えていくライヴでもある。